# Ковпачка
Ковпачка (Encalypta) — рід мохів родини Encalyptaceae. Він включає 34 види і широко поширений на континентах Америки, Європи, Азії, Африки та Австралії, а також на Мадагаскарі та Новій Зеландії. Назва походить від грецького en, що означає в, і kalyptos, що означає покривати, покривало або кришка.